# Praça Israel Pinheiro
A Praça Israel Pinheiro, mais conhecida como Praça do Papa, é uma importante praça localizada no bairro das Mangabeiras, na cidade de Belo Horizonte, Minas Gerais. Situa-se próxima à base da Serra do Curral, ao final da Avenida Agulhas Negras e a mais de 1.100 m de altitude. Em suas imediações estão outras atrações da cidade, como o Parque das Mangabeiras, projetado por Burle Marx e a Rua do Amendoim, famosa pela ilusão de que objetos sobem livremente uma ladeira.
Homenageando originalmente o político Israel Pinheiro que governou o estado, o nome Praça do Papa consagrou-se após a visita à cidade feita pelo Pontífice João Paulo II que, respondendo a aclamação feita ali por cerca de dois milhões de pessoas que o foram saudar, respondera: "Vocês podem olhar as montanhas atrás e dizer belo horizonte. Vocês podem olhara cidade à frente e dizer belo horizonte. Mas, sobretudo, quando se olhar para vocês, se deve dizer: Que Belo Horizonte!", tendo no lugar do altar sido depois erguido um monumento, marcando assim a mudança de nome do lugar.
É considerada como um dos principais "cartões-postais" da cidade; segundo Marcelo Marinho, que em 2013 presidia a União das Associações de Bairros da Zona Sul, “A Praça do Papa é a área de lazer mais procurada por toda a população de Belo Horizonte, municípios vizinhos e turistas de todos os cantos".

## Histórico

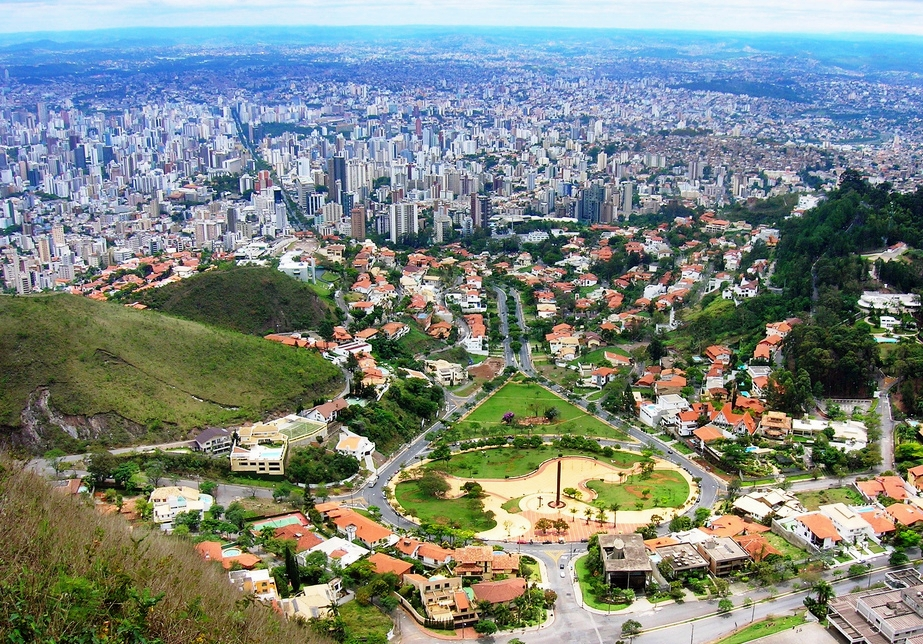
A praça, vista do alto

O lugar foi o escolhido para a celebração da primeira visita de um Papa à cidade, ocorrida no dia 1 de julho de 1980; o evento não marcou apenas a história da cidade, mas mudou de forma definitiva a praça que, a partir de então, se converteu num dos principais pontos turísticos de Belo Horizonte.
Ali foi depois erguido o "Monumento à Paz", que se destaca na paisagem urbana da capital mineira; inaugurado em 1983 com uma missa assistida por quatro mil pessoas, foi erguido numa parceria entre os governos municipal e estadual e a Cúria Metropolitana, após sua aprovação pela câmara de vereadores.
Em 2007 o local foi escolhido para a instalação de um "cemitério simbólico" pela organização não-governamental Viva Rio como forma de protestar contra as mil e oitocentas mortes violentas ocorridas no estado no primeiro semestre daquele ano.
Em 2013 foi apontado como principal problema do lugar os bailes funks realizados durantes as madrugadas, com abusos cometidos pelos frequentadores que incomodavam a vizinhança

## Monumento
O monumento à paz é composto por uma escultura de 24 metros de altura, com 10 metros de face e 2 metros de largura, feito em três chapas de aço, sendo duas delas em forma triangular e a terceira como retângulo, pesando 92 toneladas. É de autoria do artista plástico Ricardo Carvão e considerada uma de suas obras mais icônicas; Carvão foi escolhido após concurso em que também participaram Amílcar de Castro, Franz Weissmann, Bruno Giorgi e Paulo Laende.
Na simbologia a parte superior, que aponta para o alto representa a fé em Deus e a parte inferior a bênção de Deus; a paz celestial e equilíbrio entre a fé e a bênção seria representada pela parte que divide os dois lados.
Ao lado dele foi erguida uma cruz, que simboliza a cristandade.